# Argao
Argao (Bayan ng Argao) är en kommun i Filippinerna. Kommunen tillhör provinsen Cebu och ligger på ön med samma namn. Folkmängden uppgår till 61 010 invånare.

## Bildgalleri

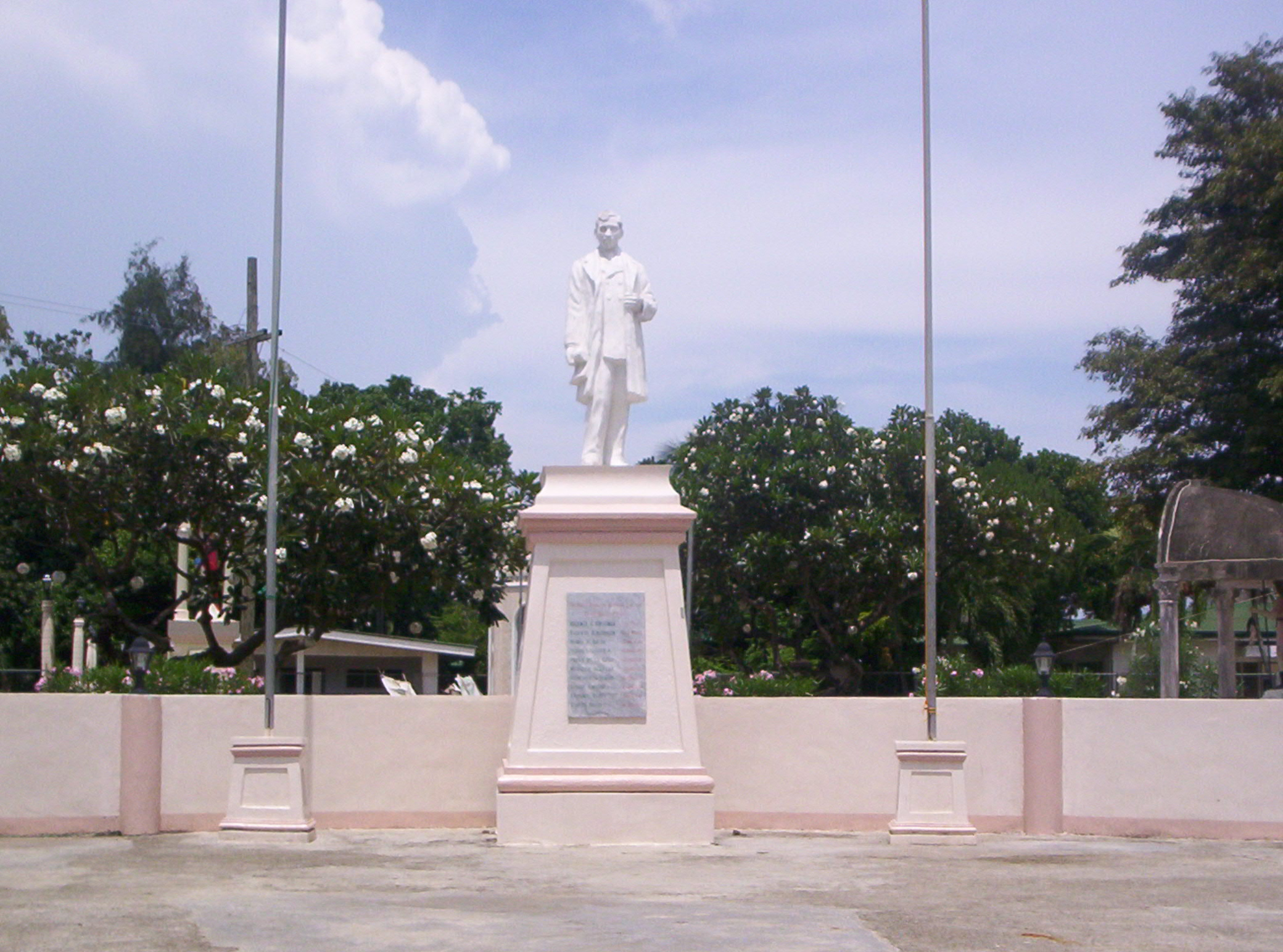
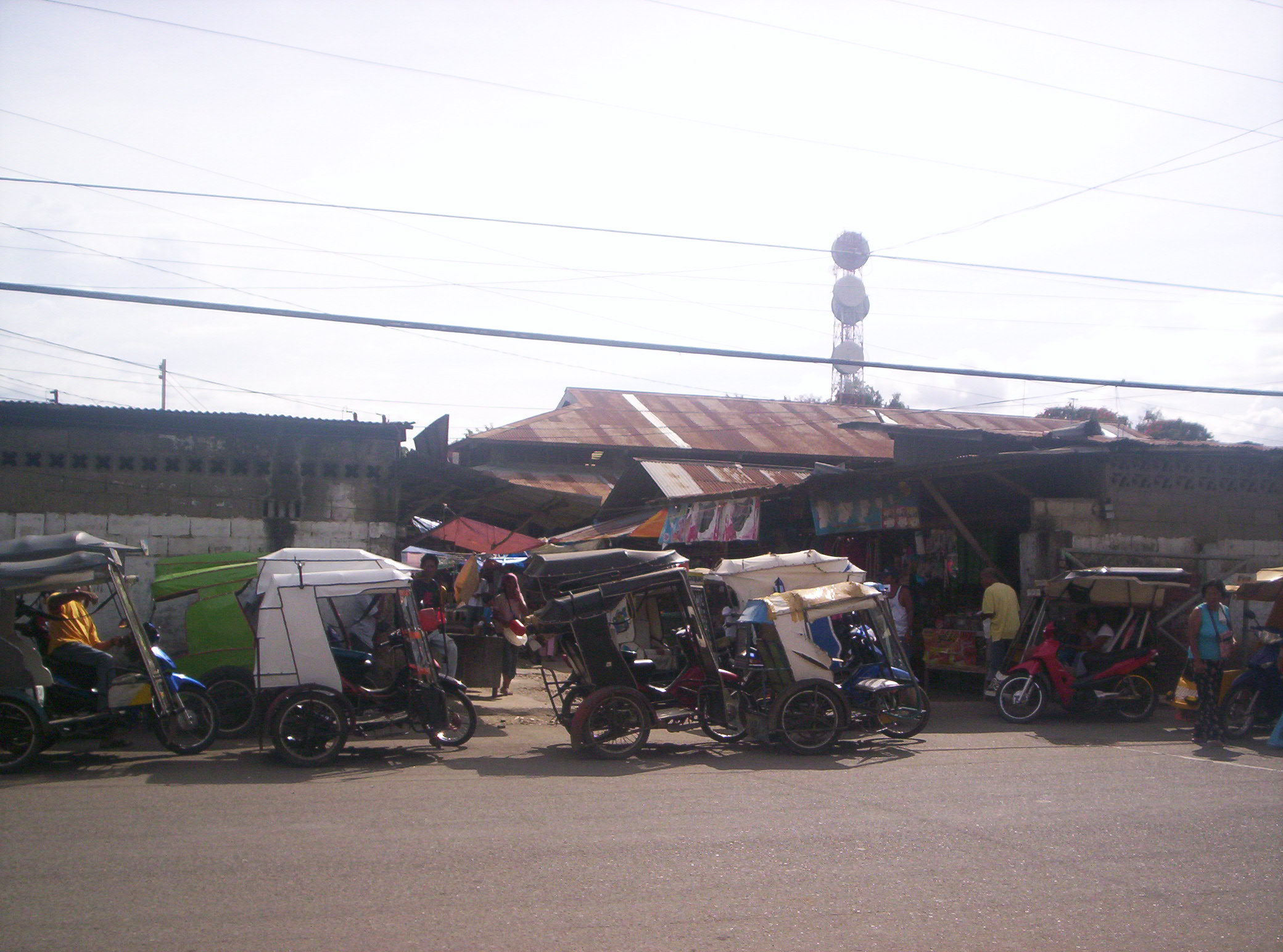
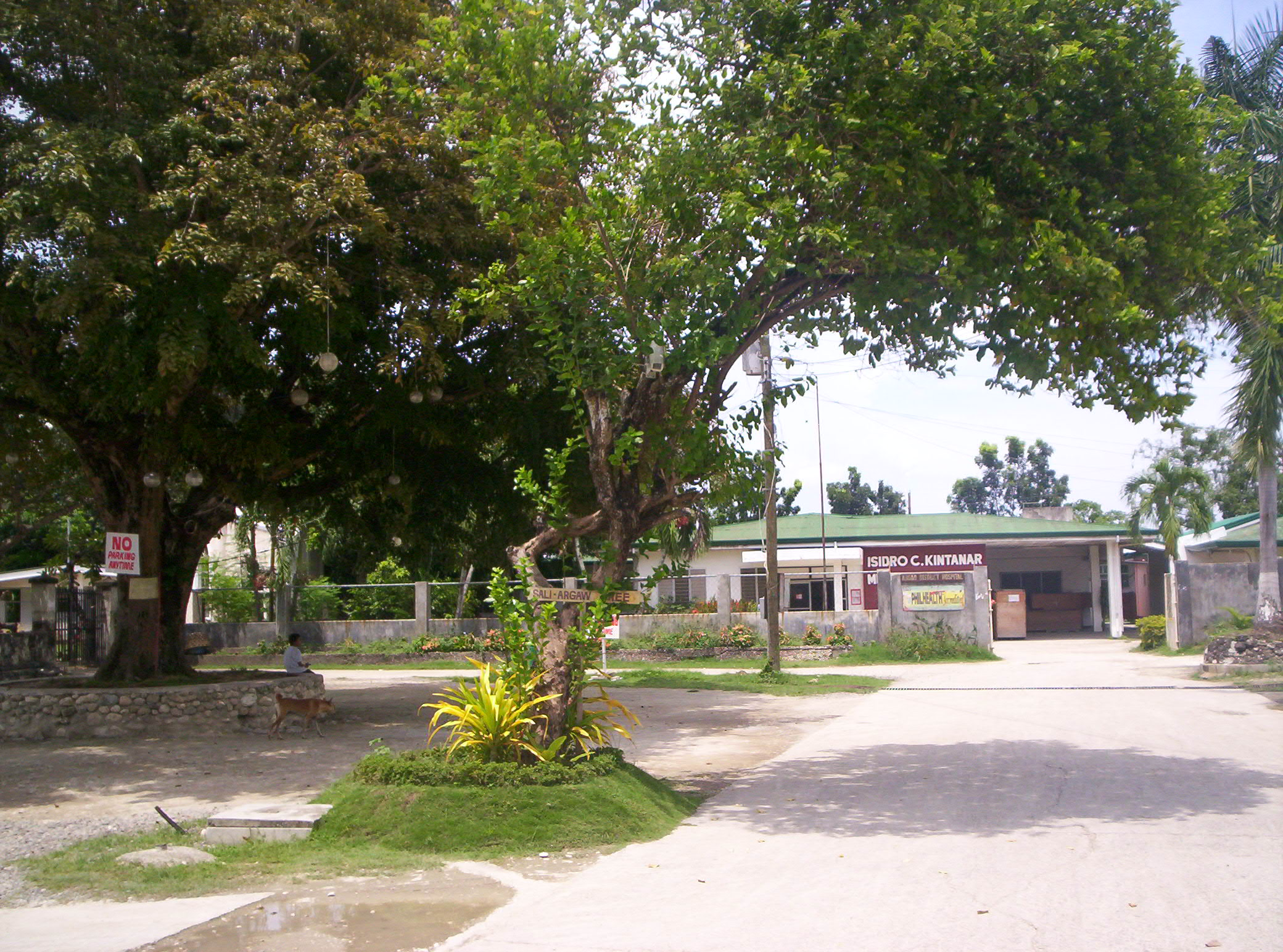
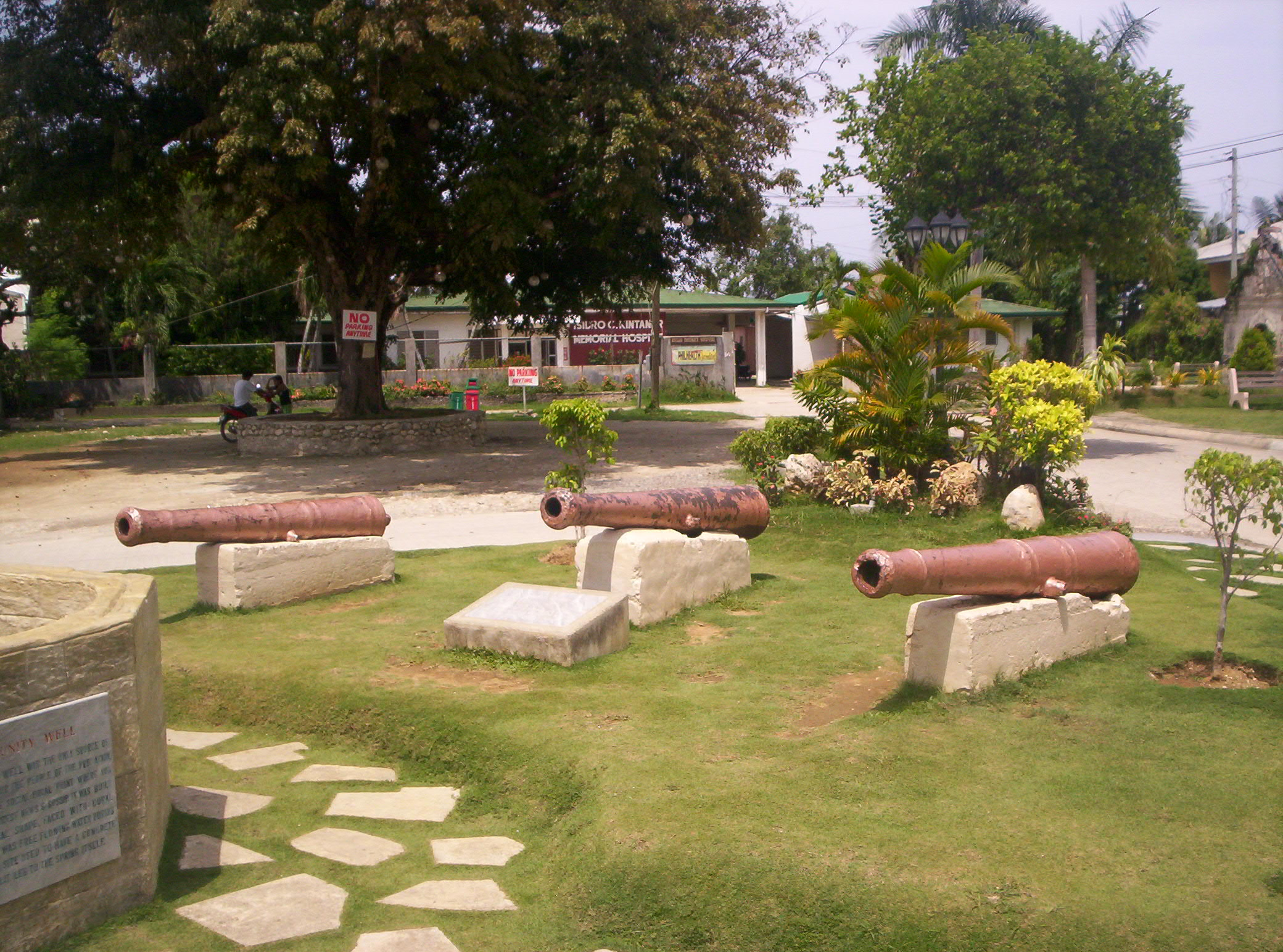

## Barangayer
Argao är indelat i 45 barangayer.
| - Alambijud - Anajao - Apo - Balaas - Balisong - Binlod - Bogo - Butong - Bug-ot - Bulasa - Calagasan - Canbantug - Canbanua - Cansuje - Capio-an | - Casay - Catang - Colawin - Conalum - Guiwanon - Gutlang - Jampang - Jomgao - Lamacan - Langtad - Langub - Lapay - Lengigon - Linut-od - Mabasa | - Mandilikit - Montpeller - Panadtaran - Poblacion - Sua - Sumaguan - Tabayag - Talaga - Talaytay - Talo-ot - Tiguib - Tulang - Tulic - Ubaub - Usmad |

### Övriga källor
- Quick Tables: List of Municipalities
- Population and Housing